# Brian Flies
Brian Flies (ur. 20 sierpnia 1969 w Næstved) – duński piłkarz występujący na pozycji bramkarza. Trener piłkarski.

## Kariera klubowa
W swojej karierze Flies reprezentował barwy zespołów Næstved IF, FC København, Dundee United, Lyngby BK, BK Avarta oraz Akademisk BK.

## Kariera reprezentacyjna
Flies występował w reprezentacji Danii na szczeblu U-19. W 1992 roku jako zawodnik kadry U-21 wziął udział w Letnich Igrzyskach Olimpijskich, zakończonych przez Danię na fazie grupowej. Nie rozegrał w niej jednak żadnego spotkania.